# Limonium fallax
Limonium fallax är en triftväxtart som först beskrevs av Ernest Saint-Charles Cosson och Wangerin, och fick sitt nu gällande namn av René Charles Maire. Limonium fallax ingår i släktet rispar, och familjen triftväxter. Inga underarter finns listade i Catalogue of Life.